# Богомил Гудев
Богомил Гудев Гудев (22 май 1935 г. – 19 октомври 1993 г.) е български поет, автор на текстовете на много популярни български поп песни.
Майка му Виктория Гудева е учителка, а баща му, легендарният народен певец Гуди Гудев, е сред първите записвали певци в началото на 1930-те години. Съпругата му Михаилина Иванова (29 юни 1934 г. – 10 юли 2013 г.) е пианистка и известен хоров диригент. Дъщеря им Ирина-Калина Гудева е контрабасистка, певица, актриса и писателка.

## Творчески път
Общо е написал около 1200 текста за песни; две книги („Заводи Великани“ и „Бяла тишина – среднощни стихове, апокрифи“); либрета за оперети, както и е автор и на музикалните предавания, излъчвани многогодишно по българското радио, „Писнала гайда писана“, „Думи през плет речени“, „Думи на подбив речени“ и други.
Първата песен по негов текст е „Песен за чайката“. Композитор на музиката е Атанас Бояджиев и е изпълнена от Емил Димитров за филма „На тихия бряг“ (1962 г.)
Година след излизането на филма „Козият рог“ той написва текст към музиката от филма, композирана от Мария Нейкова. Песента е наречена „Двама“, но става известна като „Вървят ли двама“, по първата строфа на текста.

## Награди
През 1969 г. Богомил Гудев и композиторът Атанас Бояджиев получават наградата „Златният Орфей“ с песента „Сън сънувах“ в изпълнение на Маргрет Николова и Кирил Семов, а също и „Мелодия на годината“ за песента „Любили сме, любили“ в изпълнение на Маргрет Николова и Петър Петров.
През 1982 г. песента „Както казват хората“ по музика на Юксел Ахмедов, изпълнена от група „Фоноекспрес“, представя България на фестивала „Братиславска лира“ и печели пето място в конкурса.

## Сътрудничество
Поп песни по текстове на Богомил Гудев са пяли Маргрет Николова, Георги Кордов, Кирил Семов, Борис Гуджунов, Петър Чернев, Мария Нейкова, Паша Христова, Лина Бояджиева, Стефан Воронов, Йорданка Христова, Георги Минчев, Лили Иванова, Мими Николова, Нина Светославова, Коста Карагеоргиев, Богдана Карадочева, Бисер Киров, Мими Иванова, Развигор Попов, Маргарита Хранова, Орлин Горанов, Росица Кирилова, дует „Ритон“, квартет „До-ре-ми-фа“, „Тоника СВ“, „Щурците“, „Диана Експрес“, „Фоноекспрес“, Стефка Берова и Йордан Марчинков, Васил Петров, Румяна Попова, Деси Добрева, Мария Илиева, Георги Христов, Петър Петров, Емил Минчев, Преслава Пейчева, Мая Нешкова, Росица Борджиева, Калин Вельов, „Тамбуито“, ансамбъл „Спектрум“ и много други.
Работил е с композитори като Атанас Бояджиев, Милчо Левиев, Борис Карадимчев, Развигор Попов, Александър Бръзицов, Вили Казасян, Мария Нейкова, Кирил Маричков, Александър Йосифов, Георги Кордов, Стефан Диомов, Емил Георгиев, Иван Стайков, Христо Тодоров, Петър Ступел, Атанас Косев, Борислава Танева, Кирил Цибулка, Йосиф Цанков, Юксел Ахмедов, Александър Александров и много други.

## Поп песни по негови текстове
- „Песен за чайката“ (композитор: Атанас Бояджиев)
- „Бяла тишина“ (композитор: Борис Карадимчев)
- „Детство мое“ (композитор: Вили Казасян)
- „Двама“ (композитор: Мария Нейкова)
- „Вече свърши хубавото време“ (композитор: Развигор Попов)
- „Зелената стара чешма“ (композитор: Развигор Попов)
- „Когато си отиваме“
- „Откъде да взема сила“ (по-известна като „Лудо-младо“) (композитор: Атанас Бояджиев)
- „Любили сме, любили“ (композитор: Атанас Бояджиев)
- „Звън“ (композитор: Атанас Бояджиев)
- „Еньовден“ (композитор: Атанас Бояджиев)
- „Песен за родителите и децата“
- „Сън сънувах“ (композитор: Атанас Бояджиев)
- „Замълчи, замълчи“
- „Хей, момче“
- „Честит рожден ден“
- „Момиче край Струма“
- „Старата любов“
- „Подобре късно, от колкото никога“ (композитор: Атанас Бояджиев)
- „Мъжката любов“
- „Боянския майстор“
- „Дайте ми ласка“ (композитор: Атанас Бояджиев)
- „Боси времена“ (композитор: Александър Бръзицов)
- „Неделя следобед“ (композитор: Георги Кордов)
- „Всяка обич е песен“ (композитор: Георги Кордов)
- „Години“ (композитор Райчо Любенов)
- „Сладолед“ (композитор: Атанас Бояджиев)
- „Три важни неща“
- „Дано е любов“ (композитор: Вили Казасян)
- „Старо вино“ (композитор: Атанас Бояджиев)
- „Тревожна песен“ (композитор: Атанас Бояджиев)
- „Дивен свят“ (композитор: Чеслав Ниемен)
- „Песен за папагала“ (композитор: Атанас Бояджиев)
- „Празник“ (композитор: Стефан Диомов)
- „Както казват хората“ (композитор: Юксел Ахмедов)
- „Или“ (композитор: Кристиян Бояджиев)

## Албуми с песни по негови текстове
- Бяла тишина (2005)